# Gone Baby Gone
Gone Baby Gone (prt: Vista pela Última Vez...; bra: Medo da Verdade) é um filme estadunidense de 2007, dos gêneros drama, mistério e suspense "neo-noir", dirigido por Ben Affleck (estreando como diretor), com roteiro dele e Aaron Stockard baseado no romance Gone, Baby, Gone, de Dennis Lehane. 
O filme é estrelado por Casey Affleck e Michelle Monaghan como dois investigadores particulares à procura de uma menina que foi sequestrada do bairro de Dorchester, em Boston. O elenco de apoio inclui Morgan Freeman, Ed Harris e Amy Ryan.
As filmagens ocorreram no local em Boston (principalmente no sul de Boston) com figurantes arregimentados entre transeuntes. Outros locais utilizados incluem o antigo Quincy Quarries.
Lançado em 19 de outubro de 2007 nos EUA, o lançamento no Reino Unido foi originalmente estabelecido para 28 de dezembro de 2007, mas foi adiado para 6 de junho de 2008, devido ao desaparecimento de Madeleine McCann. O lançamento na Malásia foi originalmente estabelecido para 20 de setembro de 2007, mas foi adiado para 27 de março de 2008, devido ao sequestro e assassinato de Nurin Jazlin. O filme foi lançado em DVD e Blu-ray em 12 de fevereiro de 2008. Os extras incluem um comentário em áudio de Ben Affleck e Aaron Stockard, incluindo cenas deletadas das gravações. O filme foi lançado em DVD e Blu-ray na Austrália em 10 de setembro de 2008. O filme foi bem recebido pelos críticos. Ben Affleck foi elogiado por sua estreia como diretor por muitas organizações críticas, e Amy Ryan recebeu uma indicação ao Oscar de Melhor Atriz Coadjuvante.
Fox encomendou um piloto de série também baseada no livro.

## Enredo
Os detetives particulares Patrick Kenzie e Angela Gennaro são contratados para tentar encontrar Amanda McCready, uma menina de quatro anos, raptada da sua própria casa, sem deixar rastro. Apesar da vasta cobertura mediática, e da ajuda dos populares chocados com o acontecimento, a investigação policial nada consegue descobrir. Para Kenzie e Gennaro, o caso vai revelando contornos mais complexos do que aparentava ao início: a indiferença da mãe de Amanda, um casal com um histórico de pedofilia e uma força policial com intenções muito duvidosas. Enquanto o tempo vai passando, Amanda permanece desaparecida, tão esquecida ao ponto de parecer de que nunca chegou a existir.
Quando uma segunda criança desaparece, Kenzie e Gennaro deparam-se com mais dificuldades: uma imprensa mais preocupada em tornar o caso dos raptos num espetáculo mediático sensacionalista, em vez de tentar ajudar a resolvê-lo. Resistências por parte da polícia local e poderes ocultos que de tudo fazem para obstruir os seus esforços. Apanhados numa complexa rede de mentiras, e determinados em desvendar este mistério, Kenzie e Gennaro cedo percebem de que todos os que se aproximam da verdade não regressam com vida.

## Elenco
- Casey Affleck como Patrick Kenzie

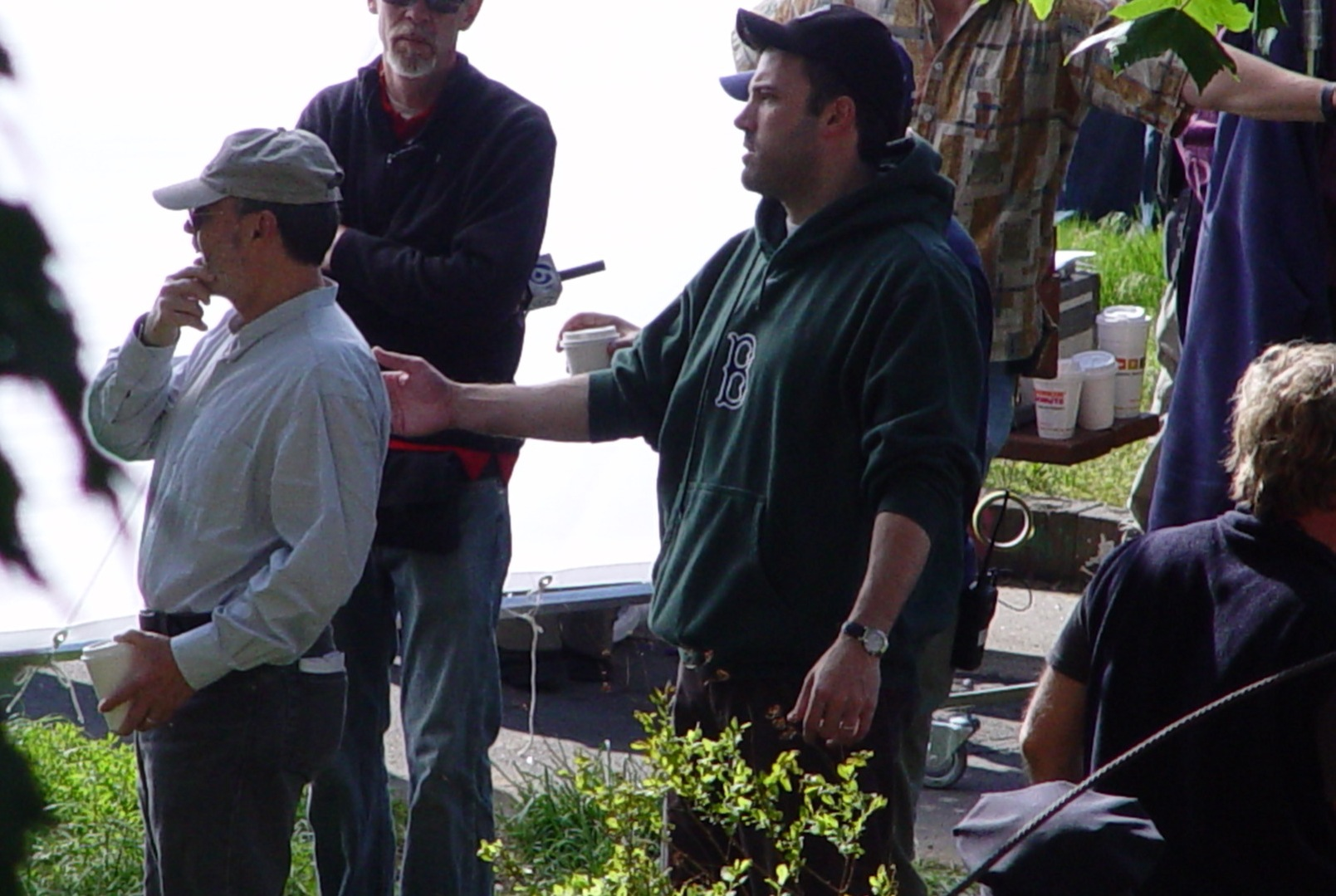
Affleck dirigindo no set em Meaney Park, Dorchester, em maio de 2006.

- Michelle Monaghan como Angie Gennaro
- Morgan Freeman como Capitão Jack Doyle
- Ed Harris como Detetive e Sargento Remy Bressant
- John Ashton como Detetive Nick Poole
- Amy Ryan como Helene McCready
- Madeline O'Brien como Amanda McCready
- Amy Madigan como Beatrice "Bea" McCready
- Titus Welliver como Lionel McCready
- Slaine como Bubba Rogowski
- Edi Gathegi como Cheese
- Mark Margolis como Leon Trett
- Michael K. Williams como Devin
- Jill Quigg como Dottie

## Recepção
O filme recebeu uma recepção positiva da crítica e do público. O filme ganhou uma série de prêmios, incluindo Melhor Primeiro Filme de Ben Affleck, da Associação de Críticos de Cinema de Austin. A partir de 25 de abril de 2014, Rotten Tomatoes relatou que 94% dos críticos deram ao filme críticas positivas, com base em 173 avaliações, com uma classificação média de 7.7/10. O consenso crítico afirma que Ben Affleck comprova suas credenciais de direção neste emocionante thriller dramático, atraindo fortes atuações do excelente elenco e trazendo a classe trabalhadora de Boston para a tela. Metacritic relatou que o filme teve uma pontuação média de 72 em 100, com base em 34 avaliações.
Peter Travers da Rolling Stone disse Os irmãos Affleck surgem triunfantes neste thriller hipnotizante, enquanto o New York Post o chamou de um neo-noir sinuoso, moralmente ambíguo e satisfatório. Patrick Radden Keefe criticou o filme por exagerar o caso em uma tentativa louvável de capturar Boston em toda sua glória sórdida, escrevendo que O resultado não é tanto o que Mean Streets fez por Nova York como o que Deliverance fez por Appalachia.
No Reino Unido, Gone Baby Gone recebeu críticas extremamente positivas, incluindo uma classificação de cinco estrelas de Chris Tookey, do Daily Mail.
O desempenho de Ryan em particular foi aclamado, resultando em vitórias para o Prémio Critics Choice de melhor atriz coadjuvante em cinema e National Board of Review de Melhor Atriz Coadjuvante, bem como indicações para o Oscar de Melhor Atriz Coadjuvante, Globo de Ouro de melhor atriz coadjuvante em cinema e Prémio Screen Actors Guild de melhor atriz secundária em cinema.
Em uma edição da Vrij Nederland, o crítico e escritor holandês Arnon Grunberg chamou o livro de bom, mas o filme melhor, dizendo Gone Baby Gone pode não ser um filme perfeito, mas definitivamente é importante, apenas para levantar a questão: 'O que é casa?'.
O filme apareceu em 65 listas dos dez melhores dos críticos dos melhores filmes de 2007.